# Рунге, Ирэн
Ирэн Рунге (англ. Irene Runge) (урождённая Куперман (англ. Kuperman); 3 ноября 1942 года) — американо-немецко-еврейский социолог, писательница и комментатор.

## Семья Ирэн
Ирэн Рунге родилась в Вашингтон-Хайтс (Манхэттен, Нью-Йорк). Её отец, немец по происхождению, Александр Куперман (1901-1994), управлял книжным и картинным магазинами на Таймс-сквер, находящиеся прямо возле метро. Также он работал переводчиком и журналистом под псевдонимом "Георг Фридрих Алексан". В 1931 году он эмигрировал в Париж, когда политическая ситуация в Германии ухудшилась, а в декабре 1937 он снова переехал в США, ожидая возобновления войны в Европе, которая последовала два года спустя. Он женился на матери Ирины, Марии Кроц, в 1937 году. Она приняла иудаизм перед их браком, который состоялся в Палестине, и хотя её родители не были строго религиозны в своих привычках, осознание её еврейства было неотъемлемой составляющей её жизни.

## Восточная Германия
Вследствие растущей волны маккартизма в Штатах, Александр Куперман забрал свою семью в Германию в 1949 году, когда Ирэн было всего 7 лет. То, что осталось от Германии, с 1945 года было разделено на четыре зоны военной оккупации. Он отвез их не в Мангейм, где он вырос и теперь там находится зона оккупации США, а в Лейпциг, который после 1945 года оказался в зоне советской оккупации. В 1950 году они переехали в Берлин, где её отец устроился на работу в министерство информации. Между тем, в октябре 1949 года советская оккупационная зона была вновь открыта как новое отдельное германское государство (Германская Демократическая Республика). Её мать умерла в 1951 году, и в школьные годы она и её отец несколько раз переезжали (в пределах Берлина). Она училась в средней школе имени Карла фон Осецкого. Её отец был общительным человеком и имел большой круг интеллектуальных друзей: дом всегда гудел от посетителей, хотя после того, как её отец женился, становилось труднее.
В 1959 году она бросила школу и переехала к семье своего парня. Они поженились, у них родился сын (Стефан), и они развелись. Ирэн «взяла себя в руки» и принялась за регистрацию и делопроизводство для национального агентства печати, преодолевая некоторые письменные и устные задания; а её бывшая свекровь была более чем счастлива присматривать за Стефаном. В 1967 году она вышла замуж за своего второго мужа, оперного режиссёра. В 1968 году она начала посещать вечерние занятия, чтобы завершить свое обучение, получив в 1971 году «Abitur» (прохождение выпускного экзамена в школе, необходимого для поступления в университет).

## Университет
В 1970-1975 году Рунге изучала социологию и экономику в Берлинском университете имени Гумбольдта. Она осталась в Берлине для получения докторской степени, которую получила в 1979 году за диссертацию по социальным аспектам старения среди пожилых людей ("Soziale Aspekte des Alterns im höheren und hohen Lebensalter"). Она продолжала заниматься исследовательской работой и преподавала социологию до 1990 года, а также была  руководителем проекта по социальной геронтологии.
В 1983-1989 году была активным членом «Восточно-Берлинской еврейской общины». В 1986 году она состояла в группе еврейских интеллектуалов, которая основала группу "Wir für uns - Juden für Juden". В начале 1990 года это преобразовалось в «Берлинскую ассоциацию еврейской культуры». Рунге была его первым председателем. Основное внимание уделялось миграции евреев из государств-правопреемников Советского Союза и их культурной и социальной интеграции.